# RailNetEurope
RailNetEurope est une association de droit autrichien fondée le 24 septembre 2002. Elle réunit plusieurs dizaines de gestionnaires d'infrastructure ferroviaire de la plupart des pays d'Europe.
Le but de l’association est de simplifier et de stimuler les transports ferroviaires européens, notamment par la disparition d'obstacles organisationnels et administratifs, la mise en place de structures de marketing et de distribution communes.

## Historique et but
L'association RailNetEurope naît le 24 septembre 2002, s'inspirant de premières initiatives visant à favoriser le fret ferroviaire, telles que Belifret, Sibelit ou North-South Freight Freeways créés à partie de 1998. Cette coopération a pour but d'offrir à un affréteur un interlocuteur unique pour le trajet international de sa marchandise quel que soit l'itinéraire choisi.
En 2016, un rapport de la Cour des comptes européenne estime que l'association RailNet Europe a fait progresser l’harmonisation des processus, fait converger les indicateurs de performance relatifs aux opérations et au développement du marché et harmoniser les corridors de fret ferroviaire.
Le 19 mai 2021, Paul Mazataud, directeur du fret ferroviaire chez SNCF Réseau, est élu à la tête de RailNetEurope et succède ainsi à Harald Hotz, des Chemins de fer fédéraux autrichiens.

## Membres de l’association
| Pays               | Entité                                                        | Longueur du réseau 2009 (kilomètres) | Site                                     |
| ------------------ | ------------------------------------------------------------- | ------------------------------------ | ---------------------------------------- |
| Allemagne          | DB Netz                                                       | 33 639                               | http://www.db.de                         |
| Allemagne/ Suède   | Scandlines                                                    | 5                                    | http://www.scandlines.de                 |
| Autriche/ Hongrie  | Győr-Sopron-Ebenfurti Vasút                                   | 87                                   | http://www.gysev.hu                      |
| Autriche           | Chemins de fer fédéraux autrichiens                           | 5 680                                | http://www.oebb.at                       |
| Belgique           | Infrabel                                                      | 3 615                                | http://www.railaccess.be                 |
| Bosnie-Herzégovine | Chemins de fer de la fédération de Bosnie-et-Herzégovine (en) | 608                                  | http://www.zfbh.ba                       |
| Bulgarie           | BDŽ                                                           | 5 114                                | http://www.rail-infra.bg                 |
| Croatie            | Hrvatske željeznice                                           | 2 722                                | http://www.hznet.hr                      |
| Danemark           | Banedanmark                                                   | 2 313                                | http://www.bane.dk                       |
| Espagne            | Administrador de infraestructuras ferroviarias                | 13 383                               | http://www.azp.si                        |
| Estonie            | Eesti Raudtee                                                 |                                      | https://evr.ee/et/                       |
| Finlande           | Agence des infrastructures de transport de Finlande           | 5 919                                | http://www.liikennevirasto.fi            |
| France             | Société nationale des chemins de fer français                 |                                      | http://www.sncf.fr                       |
| France             | SNCF Réseau                                                   | 29 684                               | http://www.sncf-reseau.fr                |
| France/ Espagne    | TP Ferro                                                      |                                      | http://www.tpferro.com                   |
| Grèce              | Organismós Sidirodrómon Elládos                               | 2 383                                | http://www.ose.gr                        |
| Hongrie            | Magyar Államvasutak                                           | 7 390                                | http://www.mav.hu                        |
| Hongrie            | Vasúti Pályakapacitás-elosztó                                 |                                      | http://www.vpe.hu                        |
| Italie             | Rete ferroviaria italiana                                     | 24 179                               | http://www.rfi.it                        |
| Lettonie           | Latvijas dzelzceļš                                            | 1 859                                | https://www.ldz.lv/                      |
| Lettonie           | AS LatRailNet                                                 |                                      | https://www.lrn.lv/                      |
| Lituanie           | Lietuvos geležinkeliai                                        | 1 868                                | https://ltginfra.lt/                     |
| Luxembourg         | Administration des chemins de fer                             |                                      | http://www.railinfra.lu                  |
| Luxembourg         | Société nationale des chemins de fer luxembourgeois           | 275                                  | http://www.cfl.lu                        |
| Macédoine du Nord  | Makedonski železnici                                          | 925                                  | http://www.mz.com.mk                     |
| Norvège            | Bane NOR                                                      | 4 114                                | https://www.banenor.no/                  |
| Pays-Bas           | ProRail                                                       | 6 830                                | http://www.prorail.nl                    |
| Pays-Bas           | Keyrail (nl)                                                  | 160                                  | http://www.keyrail.nl                    |
| Pologne            | Polskie Koleje Państwowe                                      | 19 336                               | http://www.plk-sa.pl                     |
| Portugal           | Infraestruturas de Portugal                                   | 2 781                                | http://www.infraestruturasdeportugal.pt/ |
| Roumanie           | Chemins de fer roumains                                       | 10 200                               | http://www.cfr.ro                        |
| Royaume-Uni        | Network Rail                                                  | 17 600                               | http://www.networkrail.co.uk             |
| Royaume-Uni        | High Speed 1                                                  |                                      | http://www.highspeed1.com                |
| Serbie             | Železnice Srbije                                              | 3 809                                | http://www.zeleznicesrbije.com           |
| Slovaquie          | Železnice Slovenskej republiky                                | 3 628                                | http://www.zsr.sk                        |
| Slovénie           | Slovenske Železnice                                           | 1 229                                | http://www.slo-zeleznice.si              |
| Slovénie           | AŽP                                                           |                                      | http://www.azp.si                        |
| Suède              | Administration nationale suédoise des Transports              | 13 000                               | http://www.trafikverket.se               |
| Suisse             | BLS                                                           | 449                                  | http://www.bls.ch                        |
| Suisse             | Chemins de fer fédéraux suisses                               | 9 159                                | http://mct.sbb.ch                        |
| Suisse             | Schweizerische Trassenvergabestelle                           |                                      | http://www.train-paths.ch                |
| République tchèque | Správa železnic                                               | 9 487                                | http://provoz.szdc.cz                    |